# Haçane ibne Ali Curá
Haçane ibne Ali Curá (Al-Ḥasan ibn ʻAlī Kūrah - lit. "Haçane, filho de Ali Curá") foi um líder militar do Califado Abássida sob o califa Almutadide.

## Vida
Haçane ibne Ali Curá aparece pela primeira vez em 894/895, durante o curso da reimposição da autoridade abássida sobre Jibal e Rei por Almutadide. Segundo Tabari, foi o agente do general renegado Rafi ibne Hartama em Rei, e rendeu-se para o filho do califa, Ali (o futuro Almoctafi), com 1 000 homens. Em 896, Almutadide enviou-o como líder duma expedição contra os rebeldes carijitas na Jazira (Mesopotâmia Superior), mas falhou em conseguir qualquer resultado decisivo.
Em algum momento no ano 900, foi nomeado como governador da zona fronteiriça ciliciana (Atugur Axamia) com o Império Bizantino. Em novembro do mesmo ano, participou na perseguição de Almutadide do eunuco Uacife nas regiões fronteiriças, enquanto em 901, despachou seu representante Nazir ibne Maomé para um raide em território bizantino, de onde o último retornou com muitos prisioneiros e butim, incluindo 160 sacerdotes e muitas cruzes e bandeiras.
Após a morte de Almutadide e a queda do comandante-em-chefe Badre Almutadidi do novo califa Almoctafi em junho/julho de 902, Haçane foi enviado com um exército para Uacite, onde Badre havia procurado refúgio. No evento, abandonado por seus apoiantes, Badre foi enganado a aceitar um perdão califal e foi assassinado em seu caminho para encontrar-se com Almoctafi.